# San Francisco del Rincón
San Francisco del Rincón è una municipalità dello stato di Guanajuato, nel Messico centrale, il cui capoluogo è l'omonima località.
La popolazione della municipalità è di 113.570 abitanti e ha un'estensione di 425,98 km².